# Мазате
Мазате (італ. Masate) — муніципалітет в Італії, у регіоні Ломбардія,  метрополійне місто Мілан.
Мазате розташоване на відстані близько 480 км на північний захід від Рима, 25 км на північний схід від Мілана.
Населення — 3508 осіб (2014).
Щорічний фестиваль відбувається 7 травня.

## Демографія
Населення за роками:

Станом на 1 січня 2023 року в муніципалітеті офіційно проживали 363 іноземці з 47 країн, серед них 168 громадян країн Євросоюзу та 22 громадяни України.

## Сусідні муніципалітети
- Базіано
- Камб'яго
- Джессате
- Інцаго
- Поццо-д'Адда